# ریکاردو کوکیانته
ریکاردو کوکیانته (انگلیسی: Riccardo Cocciante؛ زادهٔ ۲۰ فوریهٔ ۱۹۴۶) خواننده، آهنگساز و ترانه‌سرا اهل ایتالیا است. وی از سال ۱۹۶۸ میلادی تاکنون مشغول فعالیت بوده‌است.
وی همچنین برندهٔ جوایزی همچون جشنواره موسیقی سانرمو شده‌است.